# فرودگاه فلایینگ دی رانچ
فرودگاه فلایینگ دی رانچ (به انگلیسی: Flying D Ranch Airport) یک فرودگاه خصوصی است که یک باند فرود چمن دارد و طول باند آن ۴۹۳ متر است. این فرودگاه در کشور ایالات متحده آمریکا قرار دارد و در ارتفاع ۲۲۲ متری از سطح دریا واقع شده است.